# Физична величина
Физична величина е качество, признак или свойство на обект или явление, което е възможно да се измери или преброи и резултатът да се сравни с подобна характеристика на друг обект (например маса, обем, температура, концентрация и др.). Физичната величина Q обикновено се изразява като произведение от числена стойност {Q} по съответната измерителна единица [Q]. Понятието размерност на физична величина е въведено от Фурие през 1822 г.
Q = {Q} x [Q]

## Пример
Ако имаме някаква мощност записана като:
P = 42,3 × 103 W = 42,3 kW,
то в този запис:
Р – е означението на величината „мощност“
42,3 × 103 – числената ѝ стойност
к – е обозначението на представката за кратност „кило“, отговаряща на 103
W – е означението за ват, единицата за мощност.
Под „измерване“ в случая се разбира процедура, при която на физичната величина се присъжда числена стойност, като се прави сравнение с подобна на нея, приета за стандартна (еталон). Поради това съществено е да се установят стандартните стойности на основните физични величини. Това може да стане по различни начини и приемането на един начин е въпрос на споразумение. Списъкът от стандартни стойности се нарича Система измерителни единици.

## Видове физични величини
В зависимост от математическия апарат, използван от наблюдателя за оценка и измерване на физичните величини, те се разделят на скаларни, векторни и тензорни:
- скалари – характеризиращи се с фиксирана стойност (наричана още инвариант), без изразена насоченост и независими от наблюдателя. Пример за такава величина е масата. В класическата физика масата, температурата, енергията и плътността на телата имат постоянна стойност за всички наблюдатели (за разлика от теорията на относителността, където енергията и температурата зависят от наблюдателя и затова не са скалари)
- вектори – характеризиращи се с фиксирана стойност и посока, като например скорост, ускорение, сила. Те се изразяват по различен начин в зависимост от отправната система на наблюдателя и за да се сравнят измерванията на различните наблюдатели е необходимо да се извършат векторни трансформации. В класическата физика интензитетът на електростатичното поле е вектор (за разлика от теорията на относителността, където той е тензор).
- тензори – характеризират такива свойства на физическите обекти, които при преход от една отправна система в друга се нуждаят от преобразования с тензори. Пример за тензорна величина е диелектричната проницаемост в нехомогенна среда.

В зависимост от свойството „адитивност“ на дадена величина в системата и нейните подсистеми, физичните величини се делят на екстензивни и интензивни:
- екстензивни са величините, чиито стойности в субсистемите се сумират, за да дадат стойността в системата — например маса, обем
- интензивни са величините, чиято стойност в субсистемите е еднаква със стойността в системата — например температура, налягане

В същото време има физически величини, които не са нито екстензивни, нито интензивни — например дължина, сила, време